# تاريخ إصدارات ماك أو إس
بدأ تاريخ ماك أو إس، نظام تشغيل ماك الحالي من آبل المسمى سابقًا ماك أو إس إكس حتى عام 2012 ثم أو إس إكس حتى عام 2016، مع مشروع الشركة لاستبدال نظام ماك أو إس «الكلاسيكي». كان هذا النظام، حتى إصدار ماك أو إس 9 النهائي منه، من السلالات المباشرة لأنظمة التشغيل التي استخدمتها أبل في حواسيب ماكنتوش منذ طرحها في عام 1984. ولكن، يعد نظام ماك أو إس الحالي نظام تشغيل يونكس صمم بالاعتماد على التكنولوجيا التي طورت في نكست منذ الثمانينات حتى اشترت شركة أبل الشركة في أوائل عام 1997.
اختلف الكود الأساسي لنظام ماك أو إس الجديد تمامًا عن ماك أو إس 9، فضلًا عن التغييرات الجوهرية في واجهة المستخدم، رغم تسويقه أصلًا باعتباره مجرد «إصدار 10» من ماك أو إس (المشار إليه بالرقم الروماني «X»). كان لهذا الانتقال أهمية تكنولوجية واستراتيجية. ولتسهيل الانتقال، مُكنت الإصدارات عن طريق الإصدار 10.4 من تشغيل ماك أو إس 9 وتطبيقاته في طبقة توافقية.
أصدر لأول مرة في عام 1999 باسم ماك أو إس إكس سيرفر 1.0، مع إصدار واسع تلاه في مارس 2001 خصص لسطح المكتب - ماك أو إس إكس 10.0. أصدرت منذ ذلك الحين عدة تعديلات مميزة لسطح المكتب والخوادم من ماك أو إس. بدءًا من ماك أو إس إكس 10.7 ليون، لم يقدم ماك أو إس سيرفر كنظام تشغيل منفصل؛ وتوفرت بدلًا من ذلك أدوات إدارة الخادم للشراء كإضافة. بدءًا من بنية إنتل من ماك أو إس إكس ليبرد، اعتمدت معظم الإصدارات كنظم يونكس مطابقة لمواصفات يونكس الواحدة.
تشير آبل أحيانًا إلى ليون باسم «ماك أو إس إكس ليون» ويشار إليه أحيانًا باسم «أو إس إكس ليون»، دون «ماك»؛ أشير إلى ماونتن ليون باستمرار باسم «أو إس إكس ليون» فقط، مع إسقاط «ماك» تمامًا. أعيد تسمية نظام التشغيل إلى «ماك أو إس» بدءًا من ماك أو إس سييرا. احتفظ ماك أو إس بالإصدار الرئيسي رقم 10 طوال تاريخ تطوره حتى إصدار ماك أو إس بيغ سور في عام 2020؛ سميت إصدارات ماك أو إس بأسماء القطط الكبيرة (الإصدارات 10.0-10.8) أو مواقع في كاليفورنيا (10.9 حتى الآن). أعلن عن إصدار ماك أو إس-مونتيري الجديد في مؤتمر آبل العالمي للمطورين يونيو 2021

## التطوير

### التطوير خارج آبل
بعد أن فصلت شركة آبل ستيف جوبز من الإدارة في عام 1985، ترك جوبز الشركة وحاول إنشاء «الشيء العظيم التالي» بتمويل من روس بيرو ومنه. وكانت النتيجة حاسوب نكست. كانت أجهزة نكست متقدمة آنذاك، باعتبارها أول محطة عمل احتوت معالج إشارة رقمية (دي إس بي) ومحرك أقراص ضوئية عالي السعة، ولكنها كانت مكلفة مقارنةً بسوق محطات العمل التي تحولت إلى سلعة بسرعة والتي شابتها مشاكل التصميم. استغني تدريجيًا عن الأجهزة في عام 1993؛ ولكن، امتلك نظام التشغيل نكست ستيب الخاص بالشركة الموجه للكائنات إرث أكثر ديمومة.
اعتمد نظام نكست ستيب على نواة ماك المطورة في سي إم يو (جامعة كارنيجي ميلون) وتوزيعة برمجيات بيركلي، وهو تطبيق يونكس يعود تاريخه إلى السبعينيات. تميز بإطار برمجة كائني التوجه يعتمد على لغة سي-الكائنية. تُعرف هذه البيئة اليوم في عالم ماك باسم كوكوا. ويعد دعم طبقة الوصول إلى قاعدة بيانات إطار أهداف المشروع المبتكرة وبيئة تطوير خادم تطبيق كائنات الويب من الميزات البارزة الأخرى.
استطاعت شركة نكست، دون التخلي عن فكرة نظام التشغيل، الحفاظ على نشاطها التجاري لبيع مخدم التطبيقات ويب أوبجكتس (WebObjects) والخدمات الاستشارية، ولكنها لم تحقق أبدًا نجاحًا تجاريًا. خضع نكست ستيب لعملية تطور إلى أوبن ستيب الذي فصل الطبقات الكائنية عن نظام التشغيل الأدنى، ما سمح له بالعمل مع تعديلات أقل على الأنظمة الأساسية الأخرى. اعتمدت صن ميكروسيستمز أوبن ستيب لفترة قصيرة. ولكن، زعمت عدة شركات في تلك المرحلة، -خاصةً آبل وآي بي إم ومايكروسوفت وحتى صن نفسها- أنها ستطلق قريبًا أنظمة تشغيل مماثلة موجهة للكائنات وأدوات تطوير خاصة بها. (لم تحقق بعض هذه الجهود، مثل تالجينت، غايتها تمامًا؛ واعتمد بعضها الآخر، مثل جافا، على نطاق واسع.)
في 4 فبراير 1997، استحوذت شركة آبل كومبيوتر على نكست مقابل 427 مليون دولار، واستخدمت أوبن ستيب كأساس لنظام التشغيل ماك أو إس إكس، كما سمي في ذلك الوقت. ما يزال ممكنًا رؤية آثار أرث برامج نكست في ماك أو إس. مثلًا، في بيئة تطوير كوكوا، تحتوي فئات مكتبة سي الكائنية على بادئات «NS»، ويوضح قسم المحفوظات (HISTORY) من الصفحة اليدوية لأمر الإعدادات الافتراضية في ماك أو إس مباشرةً أن الأمر «ظهر لأول مرة في نكست ستيب.»

### التطوير الداخلي
في هذا الوقت، كانت شركة آبل تواجه صعوبات تجارية خاصة بها. وصلت برمجيات نظام ماكنتوش التي مضى عليها عقد من الزمان إلى حدود بنيتها تعددية المهام التعاونية للمستخدم الفردي، وأصبحت واجهة المستخدم المبتكرة سابقًا تبدو قديمة كثيرًا. بدأت جهود تطوير ضخمة لاستبدالها، عرف باسم كوبلاند، في عام 1994، لكنها اعتبرت غير مفيدة خارج شركة آبل عمومًا بسبب الاقتتال السياسي والأهداف المتضاربة. بحلول عام 1996، لم يكن كوبلاند جاهزًا للإصدار، وألغي المشروع في النهاية. دمجت بعض عناصر كوبلاند في نظام التشغيل ماك أو إس 8، الذي أصدر في 26 يوليو 1997.
بعد اقتراح شراء بي أو إس -نظام تشغيل متعدد المهام وممكّن للوسائط المتعددة ومصمم لأجهزة مشابهة لأجهزة آبل، قررت الشركة بدلًا من ذلك شراء نكست واستخدام أوبن ستيب كأساس لنظام التشغيل الجديد الخاص بها. تولى آفي تيفانيان مسؤولية تطوير نظام التشغيل، وعُين ستيف جوبز كمستشار. هدفت الخطة في البداية إلى تطوير نظام تشغيل جديد يعتمد بالكامل تقريبًا على نسخة محدثة من أوبن ستيب، مع إضافة إضافة نظام فرعي للآلة الافتراضية -عُرف باسم بلو بوكس- لتشغيل تطبيقات ماكنتوش«الكلاسيكية». عُرفت النتيجة بالاسم الرمزي رابسبيدي، الذي قرر إصداره في أواخر عام 1998.
توقعت شركة آبل أن ينقل المطورون برامجهم إلى مكتبات أوبن ستيب الأكثر قوة بمجرد علمهم بقوتها ومرونتها. بدلًا من ذلك، أخبر العديد من المطورين الرئيسيين مثل مطوري أدوبي شركة آبل أن ذلك لن يحدث أبدًا، وأنهم يفضلون ترك المنصة بالكامل. كان هذا «الرفض» لخطة آبل نتيجة لسلسلة من الوعود السابقة من شركة آبل؛ بعد مشاهدة أنظمة «نكست أو إس» تختفي واحد تلو الآخر وتضاؤل حصة آبل في السوق، لم يكن المطورون مهتمين بالقيام بالكثير من العمل على المنصة إطلاقًا، فضلًا عن إعادة الكتابة.

### الاتجاه المتغير تحت إدارة جوبز
استمرت الخسائر المالية لشركة آبل وفقد مجلس الإدارة الثقة في الرئيس التنفيذي جيل أميليو، وطلب منه الاستقالة. طلب مجلس الإدارة من ستيف جوبز قيادة الشركة مؤقتًا، ما منحه بشكل أساسي تفويضًا مطلقًا لإجراء تغييرات لإعادة الشركة إلى الربحية. عندما أعلن جوبز في مؤتمر المطورين العالميين أن ما يريده المطورون حقًا هو إصدار حديث من ماك أو إس، وأن شركة آبل ستقدمه لهم، قوبل بإطراء شديد. على مدار العامين التاليين، بذل جهد كبير لنقل واجهات برمجة تطبيقات ماكنتوش واجهة برمجة التطبيقات الأصلية إلى مكتبات يونكس المعروفة باسم كاربون. أمكن نقل تطبيقات نظام التشغيل ماك أو إس إلى كاربون دون الحاجة إلى إعادة كتابة كاملة، ما جعلها تعمل كتطبيقات أصلية على نظام التشغيل الجديد. وفي الوقت نفسه، دعمت التطبيقات المكتوبة باستخدام مجموعات الأدوات القديمة باستخدام بيئة ماك أو إس 9 «الكلاسيكية». أضيف دعم لسي وسي++ وسي كائنية التوجه وجافا وبايثون، ما زاد من راحة المطور مع النظام الأساسي الجديد.
في أثناء هذا الوقت، أعيد تجميع الطبقات السفلية لنظام التشغيل (نواة ماك وطبقات توزيعة برمجيات بيركلي التي تعلوها) وإصدارها بموجب ترخيص المصدر العام لشركة آبل. وأصبحت تعرف بنظام داروين. وفرت نواة داروين نظام تشغيل مستقر ومرن، استفاد من مساهمات المبرمجين والمشاريع المستقلة المصدر المفتوحة خارج آبل؛ ولكنه، لم يستخدم كثيرًا خارج مجتمع ماكنتوش. خلال هذه الفترة، ازدادت لغة برمجة جافا شعبيةً، وبدأت تبذل الجهود لتحسين دعم ماك جافا. تتضمن هذا من نقل آلة جافا افتراضية عالية السرعة إلى النظام الأساسي، وتقديم واجهات برمجة تطبيقات «الكاكاو» الخاصة بماك أوس إس إلى لغة جافا.